# HMS Colossus (1803)
El HMS Colossus fue un navío de línea británico de 2 puentes y 74 cañones de la clase Colossus construido en los astilleros de Deptford entre 1799 y 1803 bajo diseño de John Henslow. Al servicio de la Royal Navy, participó en la batalla de Trafalgar (1805) bajo el mando del capitán James Nicoll Morris.

## Actuación
El 27 de agosto de 1803, pocos meses después de salir de los astilleros, el HMS Colossus tuvo su particular "bautismo de fuego" al conseguir la liberación del barco auspiciado por la Compañía Británica de las Indias Orientales, el Lord Nelson, que llevaba capturado por el barco corsario francés Belone desde hacía dos semanas.

### Trafalgar
En octubre del año 1805 luchó en la batalla de Trafalgar formando parte de la flota británica que se enfrentó a la combinada franco-española frente a las costas de Cádiz. El HMS Colossus estuvo en aquella jornada bajo el mando del capitán James Nicoll Morris, formando parte de la columna a sotavento dirigida por el almirante Cuthbert Collingwood.
En el fragor de la batalla, el HMS Colossus acabó cercado por los barcos franceses Swiftsure y Argonaute, ambos de 74 cañones. El propio capitán Morris recibió un disparo de mosquete procedente del Argonaute en la pierna. El navío continuó combatiendo hasta el propio desenlace de la batalla, consiguiendo la rendición del español Bahama, liderado por Dionisio Alcalá Galiano, que falleció en cubierta tras recibir un proyectil de cañón de medio calibre.
Con 571 hombres a bordo, el balance de la batalla en el HMS Colossus se cobró 40 muertos y 160 heridos.

### Últimos años
Años más tarde, participó en la Guerra anglo-estadounidense de 1812, participando, en compañía de los buques Tonnant, Hogue, Poictiers y Bulwark en la captura de la Emilie el 24 de marzo de 1812. Un año más tarde, entre el 5 de enero y el 11 de febrero, capturó a los barcos estadounidenses Dolphin y Print.
En 1815 fue enviado a los astilleros de Chatham, en el condado inglés de Kent. Allí permaneció hasta 1826, año en que se ordenó su desguace.